# Pterogobius zonoleucus
Pterogobius zonoleucus é uma espécie de peixe da família Gobiidae e da ordem Perciformes.

## Morfologia
Os machos podem atingir 6,7 cm de comprimento total.

## Habitat
É um peixe marítimo, de clima temperado e demersal.

## Distribuição geográfica
É encontrado no Japão e Península da Coreia.

## Observações
É inofensivo para os humanos.